# Спартак: Кров та пісок
Спартак: кров та пісок (англ. Spartacus: Blood and Sand) — американський телесеріал, показ якого почався на кабельному каналі Starz 22 січня 2010 року. З 2011 року транслюється українським телеканалом 2+2. Сюжет є вільним трактуванням історії Спартака, очільника одного з найбільших повстань рабів у Римській республіці в період 73—71 до н. е.. Через наявність у серіалі реалістичних сцен насильства, еротичних сцен і обсценної лексики серіал має категорію «для дорослої аудиторії»  (TV-MA, Mature audience).

## Сюжет
Серіал починається на тлі союзних дій фракійських племен з римськими військами проти гетів. Однак римський легат Гай Клавдій Глабр через своє честолюбство та після вмовлянь дружини вирішує скерувати свої війська проти Мітрідата. Через це фракійці вважають союзний договір порушеним і повертаються для захисту своїх поселень від гетів. Оскаженілий Глабр оголошує фракійців дезертирами і захоплює в полон одного з їхніх лідерів, якого пізніше назвуть Спартаком, після чого віддає останнього та його дружину в рабство. Спартака в кайданах відправляють до Капуї, а його дружину продають сирійському работорговцеві. Полонені фракійці мають бути вбиті на арені під час фестивалю, присвяченого тестеві Главра — сенатору Альбінію, проте Спартак перемагає в своєму бою і потрапляє до будинку ланіста Квінта Лентула Батіата, де він має стати гладіатором. Наступні серії оповідають про його життя в лудусі Батіата, зміни в його особистості, як він стає чемпіоном Капуї, і наприкінці — ватажком повстання гладіаторів.

## Акторський склад
- Енді Вітфілд — Спартак
- Ерін Каммінґз — Сура, дружина Спартака
- Джон Ганна — Квінт Лентул Батіат
- Люсі Лоулес — Лукреція, дружина Батіата
- Леслі-Енн Брандт — Невія, служниця Лукреції
- Катріна Лов — Міра, служниця в домі Батіата
- Пітер Менса — Доктор, наставник гладіаторів у домі Батіата
- Ману Беннетт — Крікс, гладіатор дому Батіата, чемпіон Капуї
- Антоніо Те Майоха — Барка, гладіатор дому Батіата
- Джай Кортні — Варро, гладіатор дому Батіата
- Нік Е. Тарабей — Ашур, колишній гладіатор дому Батіата
- Крейґ Паркер — Гай Клавдій Глабр, римський легат
- Віва Б'янка — Ілітія, дружина Глабра

## Список епізодів

### Сезон 1 (2010)
| #  | Назва                                                   | Режисер           | Сценарист                        | Дата прем'єри   | Код серії |
| -- | ------------------------------------------------------- | ----------------- | -------------------------------- | --------------- | --------- |
| 1  | «The Red Serpent» (Червоний змій)                       | Рік Джейкобсон    | Стівен С. ДеНайт                 | 22 січня 2010   | SPS101    |
| 2  | «Sacramentum Gladiatorum» (Клятва гладіаторів)          | Рік Джейкобсон    | Стівен С. ДеНайт                 | 29 січня 2010   | SPS102    |
| 3  | «Legends» (Легенди)                                     | Ґрейді Голл       | Брент Флетчер                    | 5 лютого 2010   | SPS103    |
| 4  | «The Thing in the Pit» (Звір у ямі)                     | Джессі Ворн       | Аарон Гелбінґ і Тодд Гелбінґ     | 12 лютого 2010  | SPS104    |
| 5  | «Shadow Games» (Тіньові ігри)                           | Майкл Герст       | Міранда Квок                     | 19 лютого 2010  | SPS105    |
| 6  | «Delicate Things» (Тонкі справи)                        | Рік Джейкобсон    | Трейсі Белломо і Ендрю Чемблісс  | 26 лютого 2010  | SPS106    |
| 7  | «Great and Unfortunate Things» (Великі і нещасні події) | Джессі Ворн       | Брент Флетчер і Стівен С. ДеНайт | 5 березня 2010  | SPS107    |
| 8  | «Mark of the Brotherhood» (Клеймо братства)             | Роуен Вудс        | Аарон Гелбінґ і Тодд Гелбінґ     | 12 березня 2010 | SPS108    |
| 9  | «Whore» (Шльондра)                                      | Майкл Херст       | Даніель Кнауф                    | 19 березня 2010 | SPS109    |
| 10 | «Party Favours» (Святкові подарунки)                    | Кріс Мартін-Джонс | Брент Флетчер і Міранда Квок     | 26 березня 2010 | SPS110    |
| 11 | «Old Wounds» (Старі рани)                               | Ґленн Стендрінґ   | Буде визначено                   | 2 квітня 2010   | SPS111    |
| 12 | «Revelation» (Одкровення)                               | Майкл Херст       | Брент Флетчер                    | 9 квітня 2010   | SPS112    |
| 13 | «Kill Them All» (Убий їх всіх)                          | Джессі Ворн       | Стівен С. ДеНайт                 | 16 квітня 2010  | SPS113    |

### Сезон 2 (2012)
22 грудня 2009 року, ще за місяць до прем’єри, було оголошено про продовження серіалу на другий сезон, що отримав назву «Спартак: Помста». Проте 9 березня 2010, IGN.com повідомили, що зйомки другого сезону було відкладено через виявлення у актора Енді Вітфілда ранню стадію неходжкінської лімфоми. Через цю затримку канал Starz розробив 6-серійний приквел.. У вересні 2011 року Енді Вітфілд помер. Зараз ідуть зйомки другого сезону, орієнтовна дата виходу - січень 2012 року. Роль Спартака буде виконувати Лаям МакІнтаєр (Liam McIntyre). Перша серія другого сезону вийшла 27 січня 2012 року.

## Приквел
Перша серія була випущена в ефір 21 січня 2011 року. Приквел Спартак: Боги Арени (Spartacus: Gods of the Arena) складається з шести епізодів і розказує про становлення людусу Батіата до появи в ньому Спартака.